# أليساندرو كورتي
أليساندرو كورتي هو لاعب كرة قدم إيطالي في مركز الهجوم، ولد في 21 يونيو 2000 في سستو سان جوفاني في إيطاليا.

## وصلات خارجية
- أليساندرو كورتي على موقع قاعدة بيانات كرة القدم.إي يو (الإنجليزية)
- أليساندرو كورتي على موقع Soccerway.com (الإنجليزية)
- أليساندرو كورتي على موقع عالم كرة القدم.نت (الإنجليزية)